# Joliot Curie (metropolitana di Sofia)
Joliot Curie è una staziona delle linee M1 e M4 della metropolitana di Sofia.
La stazione fu inaugurata nel 2009 in sotterranea, ed esattamente sotto Dragan Tsankov Blvd, all'incrocio con San Frédéric Joliot-Curie.
La stazione come tutte possiede la piattaforma di 102 m.

## Interscambi
Nelle vicinanze della stazione effettuano fermata alcune linee urbane di superficie automobilistiche.
- Fermata autobus linea 413